# Municipio de Reading (Míchigan)
El municipio de Reading (en inglés: Reading Township) es un municipio ubicado en el condado de Hillsdale en el estado estadounidense de Míchigan. En el año 2010 tenía una población de 1765 habitantes y una densidad poblacional de 19,47 personas por km².

## Geografía
El municipio de Reading se encuentra ubicado en las coordenadas 41°51′28″N 84°46′19″O / 41.85778, -84.77194. Según la Oficina del Censo de los Estados Unidos, el municipio tiene una superficie total de 90.68 km², de la cual 88 km² corresponden a tierra firme y (2,95 %) 2,68 km² es agua.

## Demografía
Según el censo de 2010, había 1765 personas residiendo en el municipio de Reading. La densidad de población era de 19,47 hab./km². De los 1765 habitantes, el municipio de Reading estaba compuesto por el 98,3 % blancos, el 0,11 % eran afroamericanos, el 0,06 % eran amerindios, el 0,11 % eran asiáticos, el 0,51 % eran de otras razas y el 0,91 % eran de una mezcla de razas. Del total de la población el 1,08 % eran hispanos o latinos de cualquier raza.